# Малая Салаирка
Ма́лая Салаи́рка — село в Гурьевском районе Кемеровской области. Является административным центром Малосалаирского сельского поселения. После ликвидации поселений является центром сельского территориального управления Гурьевского муниципального округа и Малосалаирского территориального отдела .

## География
Центральная часть населённого пункта расположена на высоте 234 метров над уровнем моря.

## Население
По данным Всероссийской переписи населения 2010 года, в селе Малая Салаирка проживает 1336 человек (646 мужчин, 690 женщин).